# Hadschi Bektasch

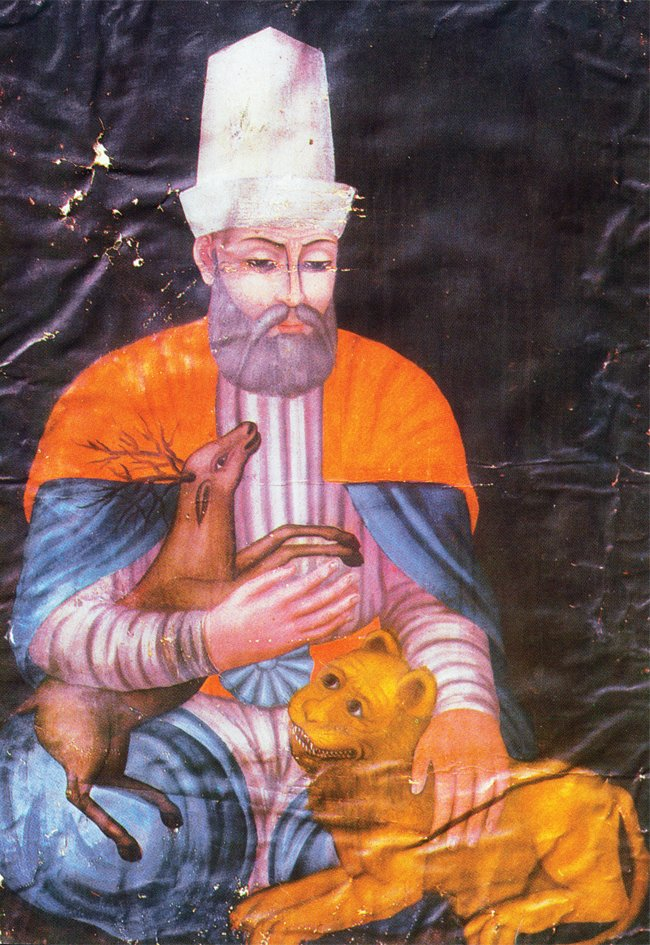
Darstellung von Hadschi Bektasch

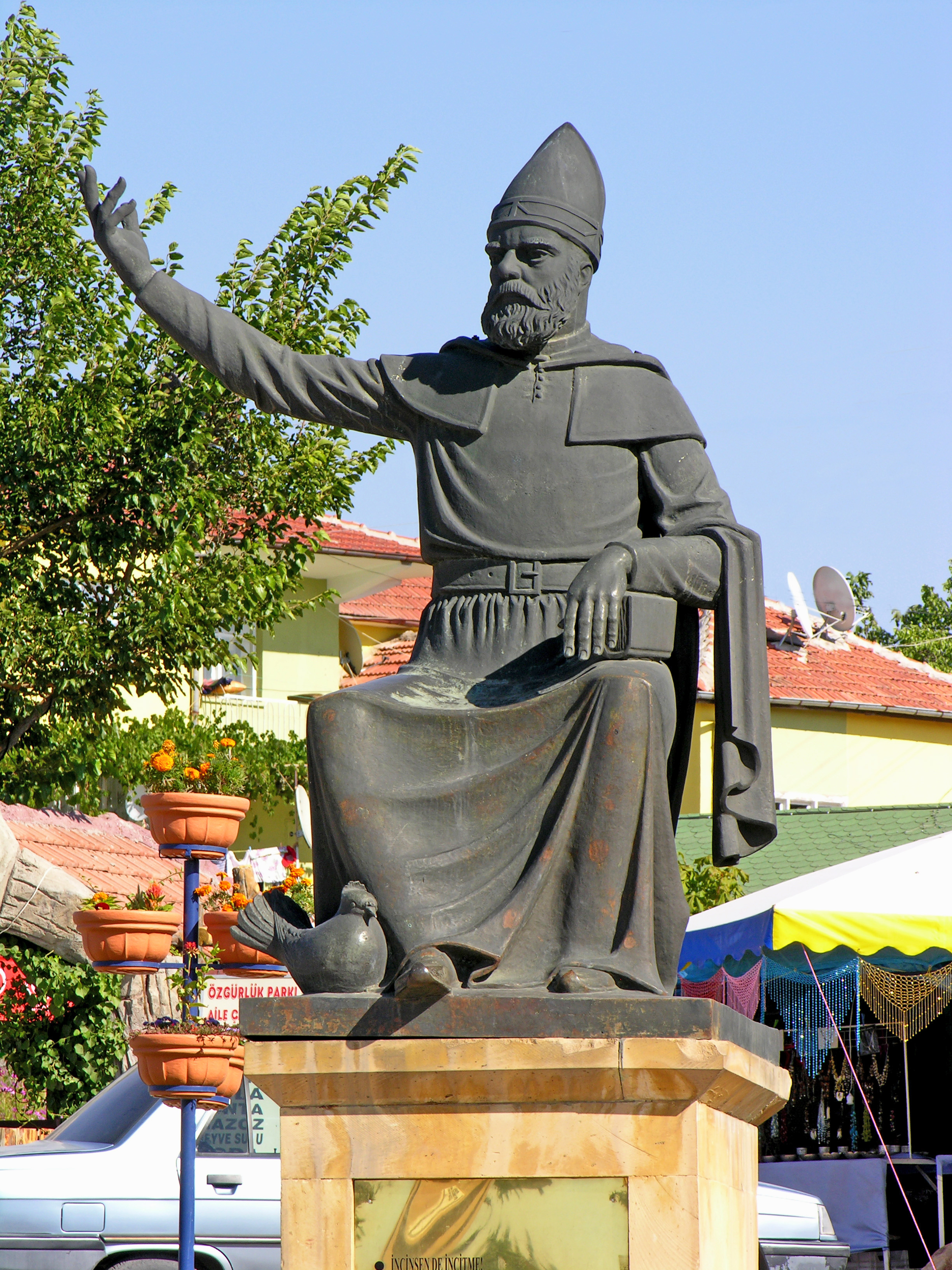
Skulptur in Nevşehir

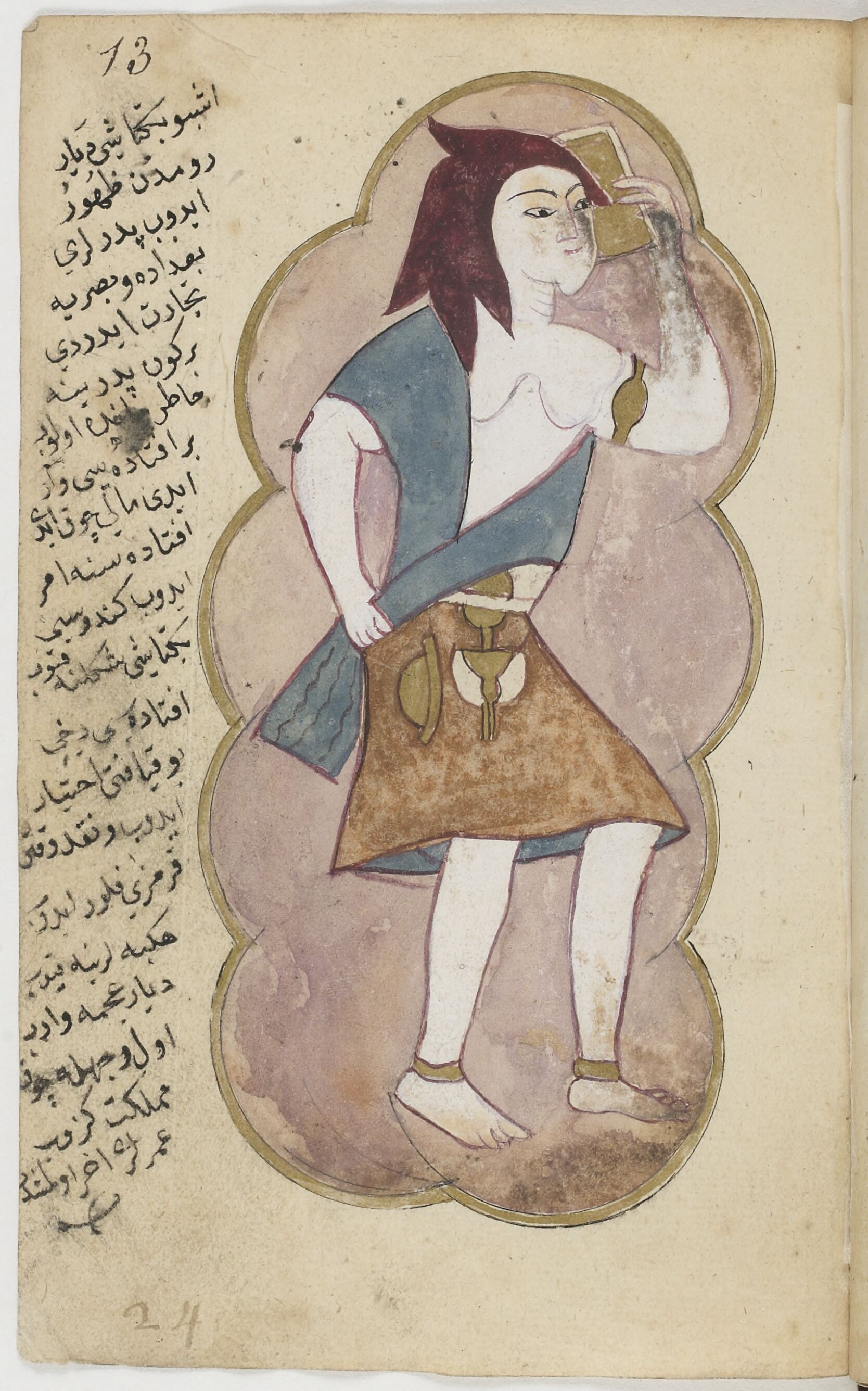
Darstellung aus dem 17. Jahrhundert in einem türkischen Manuskript

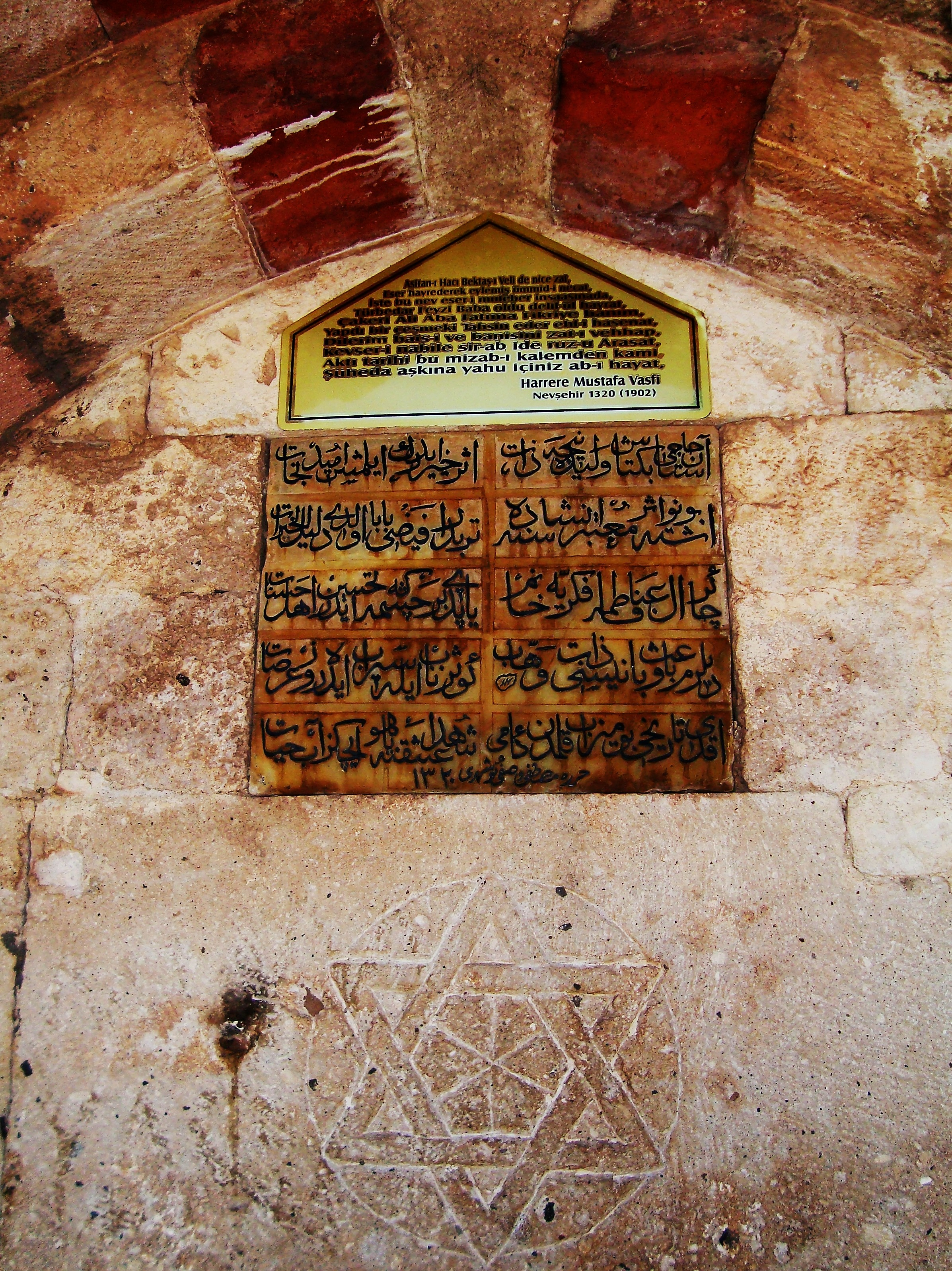
Das Üçler Çeşmesi im Hadschi-Bektasch-Wali-Mausoleum

Hadschi Bektasch Wali (persisch und osmanisch حاجی بکتاش ولی DMG Ḥāǧǧī Baktāš Walī, türkisch Hacı Bektaş-ı Veli, albanisch Haxhi Bektash Veliu, arabisch حاج بكتاش ولي, DMG Ḥāǧǧ Baktāš Walī) war ein muslimischer Mystiker (Sufi) aus Chorasan, der in der zweiten Hälfte des 13. Jahrhunderts in Anatolien lebte und wirkte. Wali oder Veli ist nicht Teil des Eigennamens, sondern ein islamischer Ehrentitel mit der Bedeutung „Freund (Allahs)“. Nach ihm ist die Bektaschi-Tariqa (Bektaschi-Derwisch-Orden) benannt, die aber aller Wahrscheinlichkeit nach nicht von ihm selbst, sondern von Balım Sultan gegründet wurde.
Über sein Leben ist nicht viel bekannt. Es gilt zwar als gesichert, dass eine Person mit diesem Namen existiert hat und bedeutenden Einfluss auf die Bevölkerung Anatoliens hatte. Alles Weitere fällt jedoch größtenteils in den Bereich der Legende. Das Mausoleum von Hadschi Bektaschi Veli befindet sich in Hacıbektaş in der Türkei und ist ein Wallfahrtsort für Aleviten.
Die Hauptquelle für das Leben Hadschi Bektaschs ist die Walāyat-Nāma des türkischen Gelehrten Uzun Firdewsi aus dem späten 15. Jahrhundert.

## Herkunft
Hadschi Bektasch wurde in Nischapur im Westen Chorasans (heute Iran) geboren. Dem Walāyat-Nāma zufolge war er der Sohn eines gewissen Sayyid Muhammad bin Musā und, so wird behauptet, ein Nachfahr des Imam Mūsā al-Kāẓim, des 7. Imams der Imamiten. Jedoch ist das ein ganz offensichtlicher Fehler des Autors, denn seine Angabe ist, zeitlich betrachtet, unmöglich. Ebenfalls ist durch andere Quellen nicht nachweisbar, ob er tatsächlich aus Nischapur stammte. Die Bezeichnung „Horasan erenleri“ (türk. „die Heiligen Chorasans“) war bei den turkmenischen Nomaden Anatoliens ein allgemeiner Ehrentitel für viele Mystiker und religiöse Gelehrte, denn das ostpersische Chorasan war damals ein Zentrum der islamischen Blütezeit. Anders betrachtet, ist die Bezeichnung aber auch gleichzeitig ein Indiz dafür, dass Hadschi Baktāsch wohl tatsächlich aus Chorasan stammte. Laut der Encyclopædia Iranica ist es sehr wahrscheinlich, dass Hadschi Bektasch vor der mongolischen Invasion nach Westen in das Reich der Rum-Seldschuken, welches sich zu einer Fluchtstätte für iranische Gelehrten und Heilige entwickelt hatte, geflohen ist und iranischer Abstammung war. (siehe auch: Rumi, Attar)
Der Legende nach war er zum Zeitpunkt seiner Flucht nach Anatolien ein vierzigjähriger Derwisch der Yesevi-Tariqa und der chalifa (Stellvertreter) Ahmed Yesevis, des Begründers des Ordens. Aber auch diese Behauptung ist zeitlich betrachtet unmöglich und eher als eine spätere Innovation aufzufassen, welche die beiden Heiligen zusammenführen soll.
Glaubhafter ist hingegen die Annahme, dass Hadschi Bektasch zu den Qalandari-Sufis Bābā Rasul-Allāh Ilyās Chorāsānīs (1240 hingerichtet) gehörte. Diese Annahme wird durch frühe Chronographen der Mevlevi-Derwische indirekt bestätigt, die ihn als einen anti-orthodoxen Mystiker mit „gnostischer Illumination“ beschrieben, welcher „die Scharia vollkommen ablehnte“ – Eigenschaften, die für ostpersische Qalandari-Mystiker jener Zeit sehr typisch waren.

## Geschichte
Hadschi Bektasch ließ sich in Sulucakarahöyük (heute Hacıbektaş, Provinz Nevşehir) nieder, möglicherweise aus dem Grund, weil es dort zur damaligen Zeit wenig Tekkes gab. Sulucakarahöyük war ein entlegener Ort, weit entfernt von den Zentren Anatoliens, wo das politische Geschehen und ein reger Handel stattfanden.
Schon bald nach seiner Ankunft verbreitete sich sein Ruf als spiritueller Führer. Gesinnungsleute halfen ihm, seine Lehre zu systematisieren. Ein Kloster wurde gebaut und zahlreiche Schüler – hauptsächlich aus den turkmenischen Nomadenstämmen – sammelten sich um ihn. Wandernde Derwische trugen seine Lehre in Dörfer und Städte. Einer der bekanntesten unter ihnen war der dichtende Derwisch der Bektaschi-Tariqa, Yunus Emre (gest. ca. 1321), der die Lehren von Hadschi Baktāsch in unzähligen Gedichten festhielt. Ein anderer, nicht weniger bekannter Schüler war der persische Dichter und Wanderprediger Schams-e Tabrizi, der als Lehrer und Gefährte von Dschalal ad-Din Rumi diesen zu seinen mystischen Gedichten inspirierte.

## Lehre und Werke
Es ist fragwürdig, ob das  Hadschi Bektasch zugeschriebene Werk Maqālāt (arabisch مقالات ‚Abhandlungen‘) von ihm ist. Im Türkischen wird es auch als Küçük Vilayetnâme bezeichnet. Es wurde auf Arabisch veröffentlicht.
Der türkische Gelehrte Firdewsi sammelte die verschiedenen Erzählungen über Hadschi Bektasch und schrieb die Biografie Walāyat-Nāma.
Seine Gedanken waren zu seiner Zeit revolutionär und faszinierten Menschen verschiedener Glaubensrichtungen.
Über Hadschi Bektasch kursieren die einschlägigen Bektaschi-Witze.

## Mausoleum und Wallfahrtsort
Das Mausoleum von Haci Bektasch Veli befindet sich in der Provinz Nevşehir in der Türkei und ist ein Wallfahrtsort für Aleviten. Am 16. August jedes Jahres pilgern Aleviten in den nach ihm benannten Ort Hacıbektaş etwa 45 km nördlich von Nevşehir.

## Einfluss
Auch heute noch nennen sich die Aleviten (die eine schiitisch beeinflusste Glaubensrichtung darstellen und neben anderen Imamen insbesondere Ali, den Vetter und Schwiegersohn Mohammeds verehren) „Aleviten-Bektaschiten“. Die im Süden Albaniens lebenden Anhänger Hadschi Bektaschs sind staatlich als eigene Gruppe anerkannt.

## Belege
1. ↑  A. Gölpinarli, ed., 1958, ff. xix-xxv
2. 1 2  H. Algar, Khorāsanian Sufī Hāji Bektāŝ, Encyclopædia Iranica, S. 117 f., Online Edition
3. ↑  Aflākī, 1953, I, S. 381–382
4. ↑  Elvân Çelebi, ed., 1984, S. 17
5. ↑  Erünsal/Ocak, Hacı Bektaş Veli, Introduction, xli-xlv
6. ↑  Plural von arabisch مقالة, DMG maqāla ‚Abhandlung‘.
7. ↑  Irène Mélikoff: Hadji Bektach: Un mythe et ses avatars. Genèse et évolution du soufisme populaire en Turquie. Brill, Leiden 1998, ISBN 90-04-10954-4.
8. ↑  https://www.hacibektas.com/index.php?id=kultur_ve_sanat

| Personendaten    | Personendaten                                      |
| ---------------- | -------------------------------------------------- |
| NAME             | Hadschi Bektasch                                   |
| ALTERNATIVNAMEN  | Hadschi Bektasch Wali; Hacı Bektaş Veli (türkisch) |
| KURZBESCHREIBUNG | Mystiker                                           |
| GEBURTSDATUM     | 13. Jahrhundert                                    |
| STERBEDATUM      | 13. Jahrhundert                                    |